# Oligarhie financiară
Oligarhia financiară reprezintă un grup restrâns de mari posesori ai capitalului financiar, care domină viața economică a unui stat.